# Diário do Comércio

O Diário do Comércio é um jornal editado na pela Associação Comercial de São Paulo (ACSP) desde 1924 na cidade de São Paulo. Em 1º de novembro de 2014 deixou de ter uma edição impressa, tornando-se um jornal exclusivamente online.
O jornal era sustentado pela publicação obrigatória dos balancetes das empresas em veículos de comunicação. A continuidade da versão impressa esteva ameaçada por anos de operação com resultados negativos. A tiragem declarada do Diário do Comércio era de 25 mil exemplares. No final de outubro de 2014, a versão impressa deixou de circular, passando o jornal a ser publicado apenas pela Internet. 

## Prêmios
Prêmio ExxonMobil de Jornalismo (Esso)
- 2005: Esso de Fotografia concedido a Evandro Monteiro, pela obra "Guerra no Centro"[2]
- 2009: Esso de Melhor Contribuição à Imprensa, pela obra "Museu da Corrupção", do site "Muco"[3]